# Maurice (roman)
Maurice är en roman av den brittiske författaren E.M. Forster som handlar om homosexuell kärlek i det tidiga 1900-talets England. Romanen skrevs ursprungligen 1913–1914 men utgavs först 1971, efter Forsters död. Forster ansåg den vara omöjlig att publicera under sin livstid då den skulle ha inneburit slutet för hans karriär och rykte. Romanen inleds med dedikationen "Tillägnas ett lyckligare år."

## Handling
Romanen följer den unge Maurice Hall under hans ungdom, hans år på Cambridge och hans arbete på faderns mäklarfirma. Maurice kommer från en privilegierad bakgrund och är medveten om de samhälleliga förväntningar som vilar på honom. Han känner sig dock allt mer dragen till sitt eget kön, under en tid då homosexualitet är kriminaliserat i Storbritannien. På Cambridge träffar Maurice Clive Durham, vilket utgör upptakten till ett känslomässigt uppvaknande.

## Bakgrund och uppkomst
Forster påbörjade arbetet med boken efter ett besök hos vännen och författaren Edward Carpenter och dennes partner George Merrill. I en kommentar till romanen berättar Forster själv att Merrill "rörde dessutom vid min bakdel – lätt och precis ovanför skinkorna. Jag tror att han vidrörde bakdelen på de flesta människor. Känslan var ovanlig och jag minns den fortfarande, som jag minns platsen för en sedan länge försvunnen tand. Den var lika mycket psykologisk som fysisk. Den tycktes gå rätt igenom korsryggen till mina idéer, utan att blanda in mina tankar". Därefter återvände Forster hem och började genast skriva på romanen.
Forster menade att ett lyckligt slut var absolut nödvändigt, annars skulle han över huvud taget inte ha bekymrat sig om att skriva: "Jag hade bestämt mig för att åtminstone i litteraturen skulle två män få bli förälskade och fortsätta att älska varandra i den tid och evighet som litteraturen tillåter [...]" Det lyckliga slutet var en avgörande faktor vad gällde möjligheten att publicera romanen i Storbritannien, då ett homosexuellt par som klarade sig utan att bli bestraffade skulle betraktas som en uppmaning till brott av det samtida engelska samhället. Fäst vid romanens ursprungliga manuskript, vilket var gömt i en låda, fanns Forsters sista kommentar till boken: "Publishable, but worth it?"

## Bearbetningar i andra medier
Romanen filmatiserades 1987 som Maurice, i regi av James Ivory och med James Wilby som Maurice, Hugh Grant som Clive och Rupert Graves som Alec.